# 2007 RO314
2007 RO314, também escrito como 2007 RO314, é um objeto transnetuniano que está localizado no Cinturão de Kuiper, uma região do Sistema Solar. Este corpo celeste é classificado como um provável cubewano. Ele possui uma magnitude absoluta de 7,8 e tem um diâmetro estimado com 121 km.

## Descoberta
2007 RO314 foi descoberto no dia 14 de setembro de 2007 pelos astrônomos P. A. Wiegert e A. Papadimos.

## Órbita
A órbita de 2007 RO314 tem uma excentricidade de 0,099 e possui um semieixo maior de 45,134 UA. O seu periélio leva o mesmo a uma distância de 40,651 UA em relação ao Sol e seu afélio a 49,618 UA.